# Kees Verhoeven
Kees Verhoeven (Utrecht, 25 april 1976) is een Nederlands voormalig politicus van de Democraten 66 (D66). Van 17 juni 2010 tot 31 maart 2021 was hij lid van de Tweede Kamer der Staten-Generaal.

## Biografie
Verhoeven studeerde sociale geografie aan de Universiteit Utrecht. Deze studie rondde hij in 2000 af. In 2001 werkte hij als leraar op een school in Antigua Guatemala. In 2002 maakte Verhoeven de overstap naar de Kamer van Koophandel in Amsterdam. Daar werkte hij twee jaar voordat hij secretaris werd bij de Nationale Winkelraad van MKB-Nederland. In 2006 werd hij directeur bij MKB-Nederland voor de regio Amsterdam. Verder was hij in zijn vrije tijd actief bij Amnesty International en een periode als ALV-voorzitter van studentenvereniging C.S. Veritas.
Voor de Tweede Kamerverkiezingen van 2012 was Verhoeven campagneleider van D66 en stond hij op plek 4 van de kieslijst. Hij verdedigde in de Tweede Kamer de initiatiefwet waarmee de verruiming van de winkeltijdenwet werd gerealiseerd. Deze wet werd in mei 2013 goedgekeurd door de Eerste Kamer, waardoor gemeenten zelf beslissen of en hoe vaak hun winkels op zondag open mogen. Ook was Verhoeven voorzitter van de Tijdelijke commissie Huizenprijzen, welke een parlementair onderzoek uitvoerde naar de kostenontwikkeling en prijsvorming op de huizenmarkt.
In mei 2013 werd Verhoeven opnieuw door zijn partij benoemd tot campagneleider. Hij leidde zowel de campagne voor de gemeenteraadsverkiezingen van maart 2014 als die voor de Europese verkiezingen van mei 2014. Bij de Tweede Kamerverkiezingen 2017 werd hij herkozen. In de Kamer had Verhoeven de portefeuille Europa, inlichtingendiensten, ICT, privacy en cyberveiligheid, marktordening en mededinging.
Bij de Tweede Kamerverkiezingen van 2021 was Verhoeven niet meer verkiesbaar. Op 30 maart 2021 nam hij afscheid van de Tweede Kamer. Bij zijn afscheid werd hij benoemd tot Ridder in de Orde van Oranje Nassau. Nadien werd hij eigenaar van Bureau Digitale Zaken.
- Parlement.com: vif4b8fdu8ss